# چلاق‌ها، حرامزاده‌ها و چیزهای خراب
«چلاق‌ها، حرامزاده‌ها و چیزهای خراب» (به انگلیسی: Cripples, Bastards, and Broken Things) چهارمین قسمت از فصل اول مجموعه تلویزیونی بازی تاج‌وتخت است که توسط بریان کاگمن نوشته شده و برایان کرک آن را کارگردانی کرده‌است.